# Alessandra Marianelli
Alessandra Marianelli (Pontedera, 1986) è un soprano italiano.
Ha debuttato nel 2002 nel ruolo di Barbarina ne Le nozze di Figaro e ha continuato a cantare ruoli da protagonista nei teatri d'opera in Italia e a livello internazionale. Le sue registrazioni comprendono Amour in Orphée et Eurydice per Decca Records e Fiorilla ne Il turco in Italia per Naxos Records. È apparsa anche nel film Io, Don Giovanni del 2009 di Carlos Saura. 

## Biografia
Ha iniziato i suoi studi vocali a Pisa con Marina Billieri e Pieralba Soroga, proseguendoli al Conservatorio Mascagni di Livorno.  Nel 2001, all'età di 15 anni e non avendo mai visto uno spettacolo d'opera dal vivo, si classificò seconda nella gara di canto Cascinalirica a Livorno. L'anno seguente debuttò nel ruolo di Barbarina ne Le nozze di Figaro al Teatro Verdi di Pisa. Ha vinto il Premio Spiros Argiris nel 2004 e nel dicembre di quell'anno è apparsa nel piccolo ruolo fuori scena di "La voce dal cielo" in Don Carlo al Teatro Comunale di Firenze. Sarebbe tornata lì sette anni dopo nel ruolo di Musetta ne La bohème.
Dal 2004 in poi, ha fatto una serie di altri debutti in Italia, Belgio, Perù, Spagna e Monaco e ha cantato oltre 30 ruoli diversi. Tra questi Serpina ne La serva padrona e Collette ne L'indovino del villaggio al Festival Pergolesi Spontini (2004), Nanetta in Falstaff a La Monnaie di Bruxelles (2006),  Fiorilla ne Il turco in Italia al Rossini Opera Festival (2007), Gilda in Rigoletto al Teatro Municipal Alejandro Granda di Lima,  Amour in Orphée et Eurydice al Teatro Real di Madrid (2008), Kseniya in Boris Godunov al Teatro Regio di Torino (2010),  Micaëla in Carmen al Teatro Comunale di Bologna (2010),  Oscar in Un ballo in maschera all'Opéra di Monte-Carlo (2011) e Giulietta in Un giorno di regno al Teatro Regio di Parma (2013).

## Registrazioni
| Compositore | Titolo               | Ruolo               | Media | Anno | Fonte  | Etichetta     |
| ----------- | -------------------- | ------------------- | ----- | ---- | ------ | ------------- |
| Gluck       | Orphée et Eurydice   | Amour               | CD    | 2008 | [ 8 ]  | Decca Records |
| Mussorgsky  | Boris Godunov        | Ksenija             | DVD   | 2011 |        | Opus Arte     |
| Mozart      | Io, Don Giovanni     | Zerlina             | Film  | 2009 |        | Eurozoom      |
| Pergolesi   | La serva padrona     | Serpina             | DVD   | 2012 | [ 13 ] | Arthaus Musik |
| Rossini     | Il turco in Italia   | Fiorilla            | DVD   | 2009 | [ 14 ] | Naxos Records |
| Verdi       | Un ballo in maschera | Oscar               | DVD   | 2010 |        | Opus Arte     |
| Verdi       | Un giorno di regno   | Giulietta di Kelbar | DVD   | 2013 | [ 12 ] | Do maggiore   |